# Goma (ciudad)
Goma es una ciudad de la República Democrática del Congo que tiene alrededor de 160 000 habitantes, capital de la provincia de Kivu del Norte. Está situada en la zona este del país, al oeste del Gran Valle del Rift, en la frontera con Ruanda. Cerca de la ciudad se encuentra el parque nacional Virunga. En cuanto a transportes el Aeropuerto de Goma es uno de los cuatro aeropuertos internacionales del país y la ciudad está conectada a Kisangani por la Carretera Nacional n.º 2.
Goma fue uno de los lugares donde huyeron los hutus de Ruanda durante el genocidio de 1994. La masiva afluencia provocó una importante crisis humanitaria por la falta de agua y comida. Los refugiados también sufrieron cólera y otras enfermedades.
El principal problema de la ciudad desde mediados del siglo XX es su proximidad al volcán Nyiragongo, que está a sólo 18 kilómetros. Las más devastadoras catástrofes volcánicas se dieron en 1977 y en 2002.

## Efectos del genocidio ruandés

### Centro de la crisis de refugiados
El Genocidio ruandés de 1994 fue perpetrado por el gobierno provisional de Ruanda dominado por los Hutus contra la población Tutsi. En la respuesta el Frente Patriótico Ruandés (FPR), formado por refugiados Tutsi en Uganda, empezó a conquistar grandes zonas del norte del país después de su invasión de 1990 y la Guerra civil en curso, derrocó al gobierno Hutu en Kigali y lo obligó a trasladarse a la ciudad fronteriza de Gisenyi. Como el RPF capturó esa zona, los miles de refugiados Hutu huyeron antes la conquista. Entonces, el 13 de julio al 14 de julio de 1994, al menos 10 000-12 000 refugiados cruzaban por hora la frontera con la RDC hacia la ciudad de Goma haciendo que la Gran crisis de refugiados de los Grandes Lagos tomara forma. El influjo masivo creó una crisis humanitaria severa ya que en la ciudad había carencia aguda de refugio, comida y agua. Poco después de la llegada de casi un millón de refugiados, un brote del cólera mortal reclamó miles de vidas en los campamentos de refugiados hutus alrededor de Goma.

### Primera guerra del Congo
Las milicias hutu y los miembros del gobierno provisional Hutu estaban entre los refugiados, y establecieron operaciones en los campos alrededor de Goma atacando Tutsis étnicos Banyamulenge cerca de la frontera de Ruanda. Por motivos políticos el gobierno en Kinshasa de la entonces Zaire que estaba gobernado por Joseph Mobutu no previno los ataques, y por tanto el gobierno de Ruanda y sus aliados en Uganda dieron su apoyo a las Fuerzas democráticas para la Liberación de Zaire, un movimiento rebelde conducido por Laurent Kabila contra Mobutu. Las fuerzas de Ruanda asaltaron los campos en Goma, causando miles de muertes adicionales, y con su ayuda y la de Uganda, Kabila continuó a derrocar el régimen de Mobutu durante la primera guerra del Congo, que terminó en 1997.

### Segunda guerra del Congo
Pasado un año Kabila se había peleado con sus antiguos aliados, y en 1998 el gobierno de Ruanda apoyó un movimiento rebelde situado en Goma contra Kabila, la Reunión Congoleña para la Democracia (RCD) hecho por la gente de Banyamulenge, relacionada con Tutsis. Capturaron Bukavu y otras ciudades, y la segunda guerra del Congo comenzó. Los campamentos de refugiados en Goma, en los cuales los hutus habían creado una milicia llamada Fuerza Democrática para la Liberación de Ruanda (FDLR), fueron otra vez atacados por fuerzas del gobierno de Ruanda en la RDC.
La segunda guerra del Congo era sin precedentes en África para la pérdida de vidas civiles en masacres y atrocidades. Hacia 2003 Banyamulenge se había cansado de la guerra y la fricción surgió entre ellos y Ruanda. En 2002 y 2003 se alcanzó una paz negociada frágil entre los lados implicados en la guerra.

### Conflictos después de las dos guerras del Congo

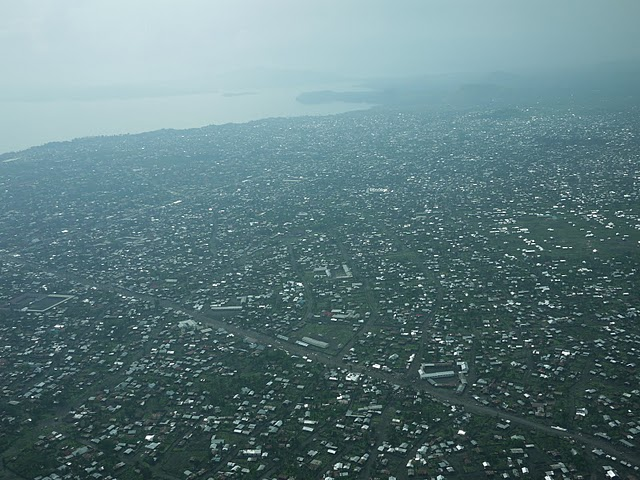
Foto aérea de la ciudad tomada en octubre de 2010

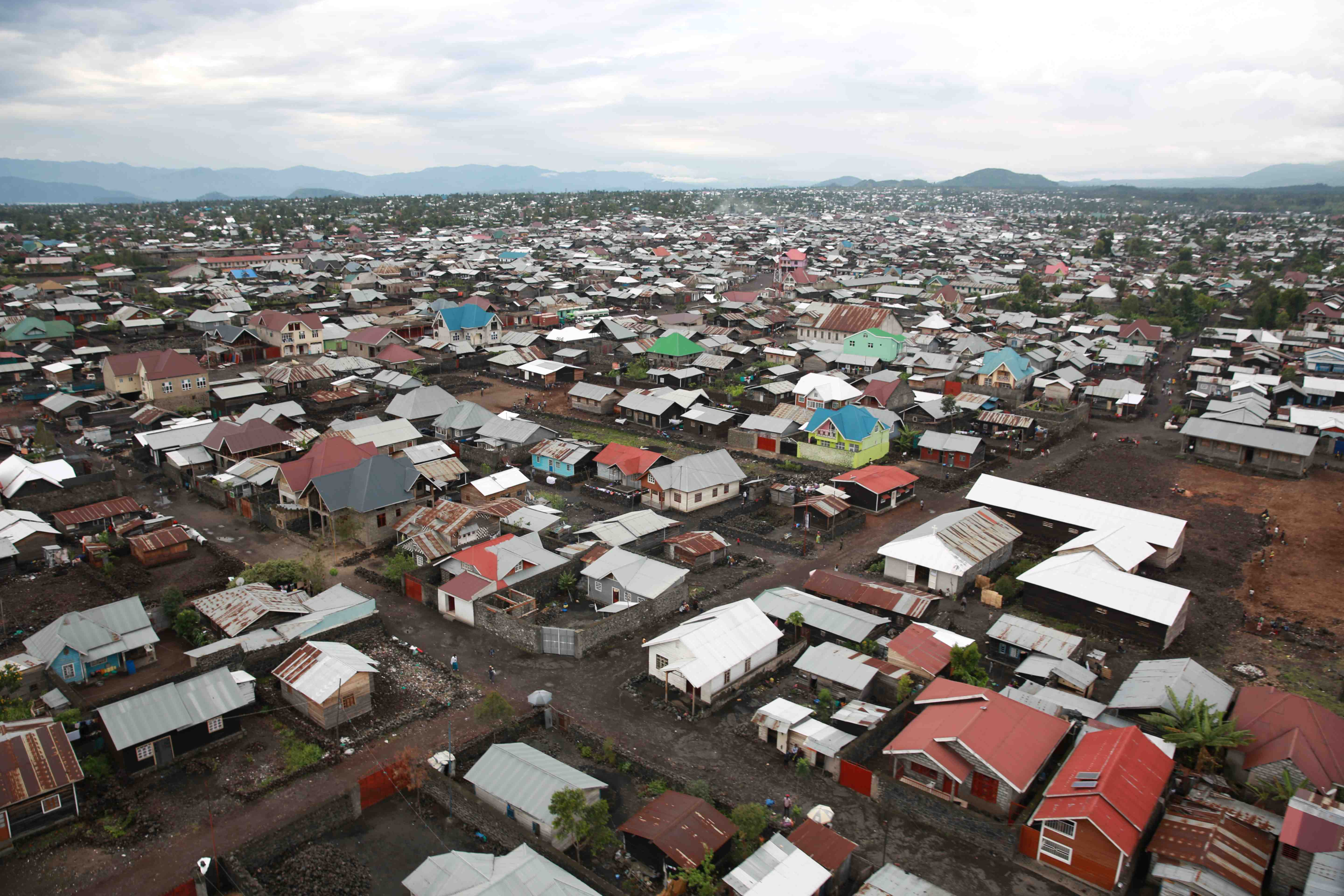
Casas en Goma, 2014

Hubo numerosos brotes de violencia desde 2003. El FDLR permanece en los bosques y montañas al norte y al oeste de Goma, realizando ataques contra la frontera de Ruanda y contra Banyamulenge. Las Fuerzas Militares de la República Democrática del Congo son incapaces o están poco dispuestas a pararlos, y como una consecuencia Ruanda sigue apoyando a los rebeldes de Banymulenge como el RCD y realiza incursiones en Kivu del Norte en la búsqueda del FDLR. 
En septiembre de 2007 los enfrentamientos a gran escala amenazaron con estallar otra vez ya que la milicia fuertemente armada del general Nkunda, basado alrededor de Rutshuru, se separó de la integración con el ejército congoleño y comenzó a atacarlos en la ciudad de Masisi al noroeste de Goma. La MONUC (Misión de las Naciones Unidas en la Mepública Democrática de Congo) comenzó a transportar por avión a tropas congoleñas en Goma y transferirlos por el helicóptero del aeropuerto internacional Goma a Masisi. 
El 27 de octubre de 2008, la batalla de Goma estalló en la ciudad entre el ejército congoleño, apoyado por la MONUC, y los rebeldes de Nkunda; 200 000 refugiados huyeron de la ciudad. 
Goma fue conquistada por el movimiento M23 el 20 de noviembre de 2012. Decenas de miles de civiles huyeron del área.

## Transporte
El aeropuerto internacional de Goma ofrece vuelos nacionales y, a partir de 2016, un vuelo internacional. La ciudad se encuentra en la frontera con Ruanda y la vecina de Gisenyi que está conectada a Kigali, la capital de Ruanda, por la carretera y los autobuses regulares viajan entre estas ciudades en menos de cuatro horas. Goma está conectada a Bukavu en ferry, a Butembo, Beni, Bunia y Kisangani ya sea por los vuelos nacionales o por la carretera, y los autobuses regulares viajan desde Goma a estas ciudades. Se necesitan de uno a dos días de viaje, (en autobús) para llegar a esas ciudades. Los problemas de seguridad en este camino {Grand Nord Adventure} están cada vez más organizados desde 2016 por las autoridades locales.

## Política
Goma es representada en la Asamblea Nacional por seis diputados:
- Désiré Konde (ARC)
- Jason Luneno (UNC)
- Butondo Muhindo (MSR)
- Naasson Kubuya Ndoole (COFEDEC)
- Elvis Mutiri (ADR)
- Dieudonné Kambale (UDECF)

## Actividad volcánica
La Gran Fosa tectónica se está destrozando, llevando a grandes terremotos y la formación de volcanes en el área.

### Erupción del Nyiragongo (2002)

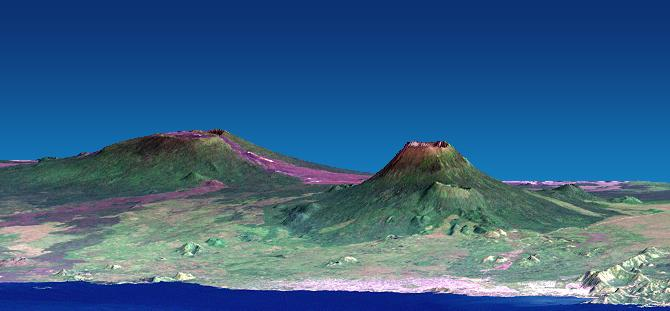
Modelo hecho a computadora del volcán.

En enero de 2002, el Nyiragongo hizo erupción, enviando una corriente de lava a 200 metros (219 yardas) a un kilómetro (1100 yardas) amplio y hasta dos metros (6½ pies) de hondo a través del centro de la ciudad hasta la orilla del lago. Las agencias que supervisan el volcán dieron una advertencia y la mayor parte de la población de Goma evacuó a Gisenyi. La lava destruyó el 40 % de la ciudad (más de 4500 casas y edificios). Había algunas víctimas causadas por la lava y por emisiones del dióxido de carbono, que causó la asfixia a varios ciudadanos. La lava también cubrió 1 km del norte de la pista de aterrizaje (de 10 000 pies) de 3 kilómetros del Aeropuerto de Goma, aislando la terminal. La lava se puede fácilmente ver en fotografías de satélite.
En 2005, la actividad volcánica otra vez amenazó la ciudad.
Actualmente los científicos de Goma supervisan el Nyiragongo.

### La amenaza planteada por el lago Kivu
El lago Kivu es uno de tres lagos en África identificada como tener cantidades enormes de gas disuelto sostenido en la presión en sus profundidades. Dos de los demás, lago Monoun y lago Nyos, experimentaron una erupción límnica o 'el lago vuelca', una liberación catastrófica del dióxido de carbono sofocante probablemente provocado por desprendimientos de tierras. El Lago Nyos vuelca era particularmente letal, matando a casi dos mil personas en el área alrededor del lago. Kivu es 2000 veces más grande que el lago Nyos y también contiene el metano disuelto como un riesgo adicional aunque la concentración del dióxido de carbono sea mucho más baja que en lago Nyos. Casi dos millones de personas, incluso la población de Goma, vive en los alrededores de lago Kivu y podría estar en el peligro de una erupción límnica provocada por uno de los volcanes cercanos y los terremotos asociados con ellos. 
Los fenómenos conocidos en la localidad como 'mazuku' han matado a niños aún más recientemente.

## Otros rasgos de Goma
- El centro de la ciudad está a solo 1 km (0.6 millas) de la frontera con Ruanda y a 3.5 km (2.2 millas) del centro de Gisenyi.
- Cerrándose a viajes internacionales desde la erupción de 2002 del volcán, el aeropuerto se abrió a los viajes internacionales. Goma ahora acepta vuelos chárter comerciales y también una línea de pasajeros viaja de Nairobi a Goma.
- Goma tiene cuatro o cinco embarcaderos en la orilla de un lago, con una extensión total de aproximadamente 130 m, su longitud máxima es de aproximadamente 80 m.
- El Parque nacional Virunga, hogar de los gorilas de montaña en peligro, está al norte de la ciudad.
- La carretera n.º 2 une Goma con Bukavu y Kisangani, pero en agosto de 2007 no se había vuelto a abrir después del daño causado por las guerras y falta del mantenimiento.
- Goma era conocida antiguamente por su vida nocturna, pero ya ha desaparecido debido al conflicto.
- En 2014 abrió una galería de arte, exponiendo cuadros de pintores locales y marionetas.
- Las carreteras en Goma tienen un mantenimiento deficiente, y muchas quedaron intransitables debido al flujo de lava volcánica reciente. Muchas carreteras están siendo reparadas desde 2011, principalmente por contratistas chinos.
- En marzo de 2016, 2013 voluntarios de Naciones Unidas y el MONUSCO organizaron una repoblación de tshukudu en Goma.